# San Martín, Sultepec
San Martín är en ort i kommunen Sultepec i delstaten Mexiko i Mexiko. Samhället hade 214 invånare vid folkräkningen 2020.